# 육지면
육지면(陸地棉, upland cotton)은 전 세계적으로 가장 널리 재배되는 목화속 식물이다. 전 세계의 면섬유 생산량의 90%가 이 종으로 충당된다. 세계 최대의 면섬유 수출국인 미국에서는 모든 면화의 95%가 육지면이다. 자생지는 멕시코, 서인도 제도, 남아메리카 북부, 중앙아메리카다.
멕시코 테우아칸 계곡에서 발견된 고고학적 증거에 따르면 육지면은 기원전 3500년부터 재배되기 시작했다. 하지만 품종개량이 언제쯤 이루어졌는지는 정확히 알 수 없다. 이것은 지금까지 발견된 아메리카 대륙의 면화 재배에 대한 최초의 증거이다.
육지면에는 다양한 성장 조건에 대한 다양한 섬유 길이와 내성을 지닌 다양한 변종 또는 교배 품종이 포함된다. 길이가 더 긴 품종을 "장섬유"(long staple upland)라고 하고, 길이가 짧은 품종을 "단섬유"(short staple upland)라고 한다. 장섬유의 주요 품종은 상업적 생산에서 가장 널리 재배된다.
섬유 작물인 것 외에도 육지면과 초면은 면실유를 생산하는 데 사용되는 주요 종이다.
주니족은 이 식물을 사용하여 예복을 만들고, 털을 끈으로 만들어 의식에 사용한다. 이 종은 꽃외 꿀 생산에 이용된다.